# Olympische Sommerspiele 2012/Teilnehmer (Frankreich)
| Gelbes Symbol für Goldmedaillen mit stilisierten Olympischen Ringen | Graues Symbol für Silbermedaillen mit stilisierten Olympischen Ringen | Braundes Symbol für Bronzemedaillen mit stilisierten Olympischen Ringen |
| ------------------------------------------------------------------- | --------------------------------------------------------------------- | ----------------------------------------------------------------------- |
| 11                                                                  | 11                                                                    | 13                                                                      |

Frankreich nahm in London an den Olympischen Spielen 2012 teil. Es war die insgesamt 26. Teilnahme an Olympischen Sommerspielen. Vom Comité National Olympique et Sportif Français wurden 332 Athleten in 24 Sportarten nominiert.
Fahnenträgerin bei der Eröffnungsfeier war die Degenfechterin Laura Flessel-Colovic.
Der Hindernisläufer Nour-Eddine Gezzar hatte bei den nationalen Meisterschaften am 17. Juni 2012 einen positiven Dopingbefund (EPO) und wurde daraufhin suspendiert. Ende August 2012 lehnte der internationale Sportgerichtshof seinen Einspruch gegen eine zehnjährige Sperre ab. Auch der 5000-m-Läufer Hassan Hirt wurde positiv auf EPO getestet und für zwei Jahre gesperrt.

## Medaillenspiegel
| Medaillenspiegel Frankreich |                |                              |                           |                           |        |
| Platz                       | Sportart       | Goldmedaille – Olympiasieger | Silbermedaille – 2. Platz | Bronzemedaille – 3. Platz | Gesamt |
| 1                           | Schwimmen      | 4                            | 2                         | 1                         | 7      |
| 2                           | Judo           | 2                            | —                         | 5                         | 7      |
| 3                           | Kanu           | 2                            | —                         | —                         | 2      |
| 4                           | Radfahren      | 1                            | 3                         | —                         | 4      |
| 5                           | Leichtathletik | 1                            | 1                         | 1                         | 4      |
| 6                           | Handball       | 1                            | —                         | —                         | 1      |
| 7                           | Schießen       | —                            | 1                         | 1                         | 2      |
| 7                           | Taekwondo      | —                            | 1                         | 1                         | 2      |
| 7                           | Tennis         | —                            | 1                         | 1                         | 2      |
| 10                          | Basketball     | —                            | 1                         | —                         | 1      |
| 10                          | Rudern         | —                            | 1                         | —                         | 1      |
| 12                          | Ringen         | —                            | —                         | 1                         | 1      |
| 12                          | Segeln         | —                            | —                         | 1                         | 1      |
| 12                          | Turnen         | —                            | —                         | 1                         | 1      |
| Total                       | Total          | 11                           | 11                        | 13                        | 35     |

## Teilnehmer nach Sportarten

### Badminton
| Athleten       | Wettbewerb | Gruppenphase          | Gruppenphase                                | Gruppenphase | Gruppenphase | Achtelfinale  | Achtelfinale              | Viertelfinale | Viertelfinale | Halbfinale    | Halbfinale    | Finale        | Finale        | Rang |
| Athleten       | Wettbewerb | Gegner                | Ergebnis                                    | Punkte       | Rang         | Gegner        | Ergebnis                  | Gegner        | Ergebnis      | Gegner        | Ergebnis      | Gegner        | Ergebnis      | Rang |
| -------------- | ---------- | --------------------- | ------------------------------------------- | ------------ | ------------ | ------------- | ------------------------- | ------------- | ------------- | ------------- | ------------- | ------------- | ------------- | ---- |
| Frauen         |            |                       |                                             |              |              |               |                           |               |               |               |               |               |               |      |
| Pi Hongyan     | Einzel     | H. Hosny C. Magee     | 2:0 (21:11, 21:9) 2:1 (16:21, 21:18, 21:14) | 4:1 (84:72)  | 1            | Yip P. Y.     | 1:2 (21:13, 12:21, 16:21) | ausgeschieden | ausgeschieden | ausgeschieden | ausgeschieden | ausgeschieden | ausgeschieden | 9    |
| Männer         |            |                       |                                             |              |              |               |                           |               |               |               |               |               |               |      |
| Brice Leverdez | Einzel     | E. Ekiring Wong W. K. | 2:0 (21:12, 21:11) 0:2 (11:21, 16:21)       | 2:2 (69:65)  | 2            | ausgeschieden | ausgeschieden             | ausgeschieden | ausgeschieden | ausgeschieden | ausgeschieden | ausgeschieden | ausgeschieden | 17   |

### Basketball
| Wettbewerb    | Frauen | Männer |
| ------------- | --- | --- |
| Athleten      | Isabelle Yacoubou Nwal-Endéné Miyem Clémence Beikes Sandrine Gruda Edwige Lawson-Wade Céline Dumerc Florence Lepron Émilie Gomis Marion Laborde Élodie Godin Emmeline Ndongue Jennifer Digbeu | Ali Traore Nicolas Batum Fabien Causeur Kevin Séraphin Tony Parker Yannick Bokolo Nando de Colo Boris Diaw Ronny Turiaf Mickaël Gelabale Florent Piétrus Yakhouba Diawara |
| Trainer       | Pierre Vincent | Vincent Collet |
| Gruppenphase  | Brasilien (73:58) Australien (74:70 n. V.) Kanada (64:60) Großbritannien (80:77 n. V.) Russland (65:54)                                                                                       | USA (71:98) Argentinien (71:64) Litauen (82:74) Tunesien (73:69) Nigeria (79:73)                                                                                          |
| Viertelfinale | Tschechien (71:68) | Spanien (59:66) |
| Halbfinale    | Russland (81:64) | ausgeschieden |
| Finale        | USA (50:86) | ausgeschieden |
| Platzierung   | Silber | – |

### Bogenschießen
| Athleten                                       | Wettbewerb | Qualifikation | Qualifikation | 1. Runde    | 1. Runde | 2. Runde      | 2. Runde      | Achtelfinale  | Achtelfinale  | Viertelfinale | Viertelfinale | Halbfinale    | Halbfinale    | Finale        | Finale        | Rang |
| Athleten                                       | Wettbewerb | Ringe         | Rang          | Gegner      | Ergebnis | Gegner        | Ergebnis      | Gegner        | Ergebnis      | Gegner        | Ergebnis      | Gegner        | Ergebnis      | Gegner        | Ergebnis      | Rang |
| ---------------------------------------------- | ---------- | ------------- | ------------- | ----------- | -------- | ------------- | ------------- | ------------- | ------------- | ------------- | ------------- | ------------- | ------------- | ------------- | ------------- | ---- |
| Frauen                                         |            |               |               |             |          |               |               |               |               |               |               |               |               |               |               |      |
| Bérengère Schuh                                | Einzel     | 640           | 37            | K. Kawanaka | 6-2      | Lin Chia-En   | 6-5           | Choi Hyeon-ju | 6-5           | Khatuna Lorig | 2-6           | ausgeschieden | ausgeschieden | ausgeschieden | ausgeschieden | 8    |
| Männer                                         |            |               |               |             |          |               |               |               |               |               |               |               |               |               |               |      |
| Thomas Faucheron                               | Einzel     | 665           | 27            | W. Thamwong | 6-0      | G. Prévost    | 3-7           | ausgeschieden | ausgeschieden | ausgeschieden | ausgeschieden | ausgeschieden | ausgeschieden | ausgeschieden | ausgeschieden | 17   |
| Romain Girouille                               | Einzel     | 677           | 9             | N. Myo Aung | 5-6      | ausgeschieden | ausgeschieden | ausgeschieden | ausgeschieden | ausgeschieden | ausgeschieden | ausgeschieden | ausgeschieden | ausgeschieden | ausgeschieden | 33   |
| Gaël Prévost                                   | Einzel     | 679           | 6             | P. Kouassi  | 6-4      | T. Faucheron  | 7-3           | W. Ruban      | 4-6           | ausgeschieden | ausgeschieden | ausgeschieden | ausgeschieden | ausgeschieden | ausgeschieden | 9    |
| Thomas Faucheron Romain Girouille Gaël Prévost | Mannschaft | 2021          | 2             | –           | –        | –             | –             | Mexiko        | 212-220       | ausgeschieden | ausgeschieden | ausgeschieden | ausgeschieden | ausgeschieden | ausgeschieden | 8    |

### Boxen
| Athleten        | Wettbewerb                    | 1. Runde           | 1. Runde | Achtelfinale        | Achtelfinale          | Viertelfinale    | Viertelfinale         | Halbfinale    | Halbfinale    | Finale        | Finale        | Rang |
| Athleten        | Wettbewerb                    | Gegner             | Ergebnis | Gegner              | Ergebnis              | Gegner           | Ergebnis              | Gegner        | Ergebnis      | Gegner        | Ergebnis      | Rang |
| --------------- | ----------------------------- | ------------------ | -------- | ------------------- | --------------------- | ---------------- | --------------------- | ------------- | ------------- | ------------- | ------------- | ---- |
| Männer          |                               |                    |          |                     |                       |                  |                       |               |               |               |               |      |
| Jérémy Beccu    | Halbfliegengewicht bis 49 kg  | Birschan Schaqypow | 17:18    | ausgeschieden       | ausgeschieden         | ausgeschieden    | ausgeschieden         | ausgeschieden | ausgeschieden | ausgeschieden | ausgeschieden | –    |
| Nordine Oubaali | Fliegengewicht bis 52 kg      | Faisal Ajmal       | 22:9     | Rau’Shee Warren     | 19:18                 | Michael Conlan   | 18:22                 | ausgeschieden | ausgeschieden | ausgeschieden | ausgeschieden | 5    |
| Rachid Azzedine | Leichtgewicht bis 60 kg       | José Ramírez       | 20:21    | ausgeschieden       | ausgeschieden         | ausgeschieden    | ausgeschieden         | ausgeschieden | ausgeschieden | ausgeschieden | ausgeschieden | –    |
| Alexis Vastine  | Weltergewicht bis 69 kg       | Patrick Wojcicki   | 16:12    | Bjambyn Tüwschinbat | 13:12                 | Taras Shelestyuk | 18:18 (5:5, 7:7, 6:6) | ausgeschieden | ausgeschieden | ausgeschieden | ausgeschieden | 5    |
| Tony Yoka       | Superschwergewicht über 91 kg | –                  | –        | Simon Kean          | 16:16 (6:3, 3:7, 7:6) | ausgeschieden    | ausgeschieden         | ausgeschieden | ausgeschieden | ausgeschieden | ausgeschieden | 9    |

### Fechten
| Athleten                                                      | Wettbewerb         | 1. Runde | 1. Runde | 2. Runde               | 2. Runde | Achtelfinale    | Achtelfinale  | Viertelfinale    | Viertelfinale | Halbfinale             | Halbfinale    | Finale        | Finale                   | Rang          |
| Athleten                                                      | Wettbewerb         | Gegner   | Ergebnis | Gegner                 | Ergebnis | Gegner          | Ergebnis      | Gegner           | Ergebnis      | Gegner                 | Ergebnis      | Gegner        | Ergebnis                 | Rang          |
| ------------------------------------------------------------- | ------------------ | -------- | -------- | ---------------------- | -------- | --------------- | ------------- | ---------------- | ------------- | ---------------------- | ------------- | ------------- | ------------------------ | ------------- |
| Frauen                                                        |                    |          |          |                        |          |                 |               |                  |               |                        |               |               |                          |               |
| Laura Flessel-Colovic                                         | Degen Einzel       | –        | –        | Courtney Hurley        | 15 - 12  | Simona Gherman  | 13 - 15       | ausgeschieden    | ausgeschieden | ausgeschieden          | ausgeschieden | ausgeschieden | ausgeschieden            | 9             |
| Astrid Guyart                                                 | Florett Einzel     | Freilos  | Freilos  | Iman Shaban            | 15 - 2   | Inès Boubakri   | 10 - 15       | ausgeschieden    | ausgeschieden | ausgeschieden          | ausgeschieden | ausgeschieden | ausgeschieden            | 9             |
| Corinne Maîtrejean                                            | Florett Einzel     | Freilos  | Freilos  | Natalia Sheppard       | 15 - 5   | Chieko Sugawara | 9 - 15        | ausgeschieden    | ausgeschieden | ausgeschieden          | ausgeschieden | ausgeschieden | ausgeschieden            | 9             |
| Ysaora Thibus                                                 | Florett Einzel     | Freilos  | Freilos  | Inna Deriglasowa       | 15 - 8   | Kanae Ikehata   | 11 - 15       | ausgeschieden    | ausgeschieden | ausgeschieden          | ausgeschieden | ausgeschieden | ausgeschieden            | 9             |
| Astrid Guyart Corinne Maîtrejean Ysaora Thibus                | Florett Mannschaft | –        | –        | –                      | –        | Freilos         | Freilos       | Polen            | 42 - 31       | Italien                | 15 - 22       | Südkorea      | 32 - 45                  | 4             |
| Léonore Perrus                                                | Säbel Einzel       | –        | –        | Seira Nakayama         | 12 - 15  | ausgeschieden   | ausgeschieden | ausgeschieden    | ausgeschieden | ausgeschieden          | ausgeschieden | ausgeschieden | ausgeschieden            | ausgeschieden |
| Männer                                                        |                    |          |          |                        |          |                 |               |                  |               |                        |               |               |                          |               |
| Yannick Borel                                                 | Degen Einzel       | –        | –        | Dmitriy Karuchenko     | 15 - 10  | Fabian Kauter   | 15 - 11       | Bartosz Piasecki | 14 - 15       | ausgeschieden          | ausgeschieden | ausgeschieden | ausgeschieden            | 5             |
| Gauthier Grumier                                              | Degen Einzel       | –        | –        | Bartosz Piasecki       | 13 - 14  | ausgeschieden   | ausgeschieden | ausgeschieden    | ausgeschieden | ausgeschieden          | ausgeschieden | ausgeschieden | ausgeschieden            | ausgeschieden |
| Victor Sintès                                                 | Florett Einzel     | Freilos  | Freilos  | Kenta Chida            | 15 - 11  | Lei Sheng       | 6 - 15        | ausgeschieden    | ausgeschieden | ausgeschieden          | ausgeschieden | ausgeschieden | ausgeschieden            | 9             |
| Enzo Lefort                                                   | Florett Einzel     | Freilos  | Freilos  | Erwann Le Péchoux      | 9 - 15   | ausgeschieden   | ausgeschieden | ausgeschieden    | ausgeschieden | ausgeschieden          | ausgeschieden | ausgeschieden | ausgeschieden            | ausgeschieden |
| Erwann Le Péchoux                                             | Florett Einzel     | Freilos  | Freilos  | Enzo Lefort            | 15 - 9   | Choi Byung-chul | 13 - 15       | ausgeschieden    | ausgeschieden | ausgeschieden          | ausgeschieden | ausgeschieden | ausgeschieden            | 9             |
| Victor Sintès Enzo Lefort Erwann Le Péchoux Marcel Marcilloux | Florett Mannschaft | –        | –        | –                      | –        | Freilos         | Freilos       | USA              | 39:45         | Vereinigtes Königreich | 29 - 45       | China         | Gefecht um Platz 7 33:45 | 8             |
| Boladé Apithy                                                 | Säbel Einzel       | Freilos  | Freilos  | Aljaksandr Bujkewitsch | 11 - 15  | ausgeschieden   | ausgeschieden | ausgeschieden    | ausgeschieden | ausgeschieden          | ausgeschieden | ausgeschieden | ausgeschieden            | ausgeschieden |

### Fußball
| Wettbewerb      | Frauen |
| --------------- | --- |
| Athleten        | Sarah Bouhaddi (Tor) Céline Deville (Tor) Sonia Bompastor (Abwehr) Corine Franco (Abwehr) Laura Georges (Abwehr) Ophélie Meilleroux (Abwehr) Wendie Renard (Abwehr) Sabrina Viguier (Abwehr) Camille Abily (Mittelfeld) Laure Boulleau (Mittelfeld) Élise Bussaglia (Mittelfeld) Camille Catala (Mittelfeld) Louisa Nécib (Mittelfeld) Sandrine Soubeyrand (Mittelfeld) Gaëtane Thiney (Mittelfeld) Marie-Laure Delie (Angriff) Eugénie Le Sommer (Angriff) Élodie Thomis (Angriff) |
| Trainer         | Bruno Bini |
| Gruppenphase    | USA 2:4 (2:2) Nordkorea 5:0 (1:0) Kolumbien 1:0 (1:0) |
| Viertelfinale   | Schweden 2:1 (2:1) |
| Halbfinale      | Japan 1:2 (0:1) |
| Spiel um Bronze | Kanada 0:1 (0:0) |

Als Ersatzspielerinnen auf Abruf wurden Laëtitia Philippe (Tor), Kelly Gadéa (Abwehr), Julie Soyer (Abwehr) und Marina Makanza (Angriff) nominiert.

### Gewichtheben
| Athleten           | Wettbewerb       | Reißen  | Reißen | Stoßen  | Stoßen | Zweikampf | Zweikampf | Rang |
| Athleten           | Wettbewerb       | Gewicht | Rang   | Gewicht | Rang   | Gewicht   | Rang      | Rang |
| ------------------ | ---------------- | ------- | ------ | ------- | ------ | --------- | --------- | ---- |
| Frauen             |                  |         |        |         |        |           |           |      |
| Mélanie Bardis     | Klasse bis 48 kg | 73 kg   |        | 93 kg   |        | 166 kg    | 10        | 10   |
| Männer             |                  |         |        |         |        |           |           |      |
| Vencelas Dabaya    | Klasse bis 69 kg | –       | –      | –       | –      | –         | –         | DNF  |
| Bernardin Matam    | Klasse bis 69 kg | –       | –      | –       | –      | –         | –         | DNF  |
| Benjamin Hennequin | Klasse bis 85 kg | –       | –      | –       | –      | –         | –         | DNF  |

### Handball
| Wettbewerb    | Frauen | Männer |
| ------------- | --- | --- |
| Athleten      | Camille Ayglon Paule Baudouin Blandine Dancette Cléopâtre Darleux Siraba Dembélé Sophie Herbrecht Nina Kanto Alexandra Lacrabère Amandine Leynaud Claudine Mendy Allison Pineau Mariama Signaté Raphaëlle Tervel Audrey Deroin | Luc Abalo Xavier Barachet Didier Dinart Jérôme Fernandez Guillaume Gille Bertrand Gille Michaël Guigou Samuel Honrubia Guillaume Joli Nikola Karabatić Daouda Karaboué Daniel Narcisse Thierry Omeyer Cédric Sorhaindo |
| Trainer       | Olivier Krumbholz | Claude Onesta |
| Gruppenphase  | Norwegen 24:23 (17:12) Spanien 18:18 (7:10) Schweden 29:17 (16:11) Südkorea 24:21 (10:12) Dänemark 30:24 (17:10) | Großbritannien 44:15 (21:7) Argentinien 32:20 (17:9) Tunesien 25:19 (12:11) Island 29:30 (15:16) Schweden 29:26 (18:12)                                                                                                |
| Viertelfinale | Montenegro 22:23 (13:13) | Spanien 23:22 (9:12) |
| Halbfinale    | ausgeschieden | Kroatien 25:22 (12:10) |
| Finale        | ausgeschieden | Schweden 22:21 (10:8) |
| Platzierung   | – | Gold |

### Judo
| Athleten             | Wettbewerb         | 1. Runde Round of 64 | 1. Runde Round of 64 | 2. Runde Round of 32 | 2. Runde Round of 32 | Achtelfinale Round of 16 | Achtelfinale Round of 16 | Viertelfinale Quarter Final | Viertelfinale Quarter Final | Hoffnungsrunde Halbfinale Repechage | Hoffnungsrunde Halbfinale Repechage | Halbfinale      | Halbfinale          | Hoffnungsrunde Finale Bronze Medal | Hoffnungsrunde Finale Bronze Medal | Finale              | Finale          | Rang          |
| Athleten             | Wettbewerb         | Gegner               | Ergebnis             | Gegner               | Ergebnis             | Gegner                   | Ergebnis                 | Gegner                      | Ergebnis                    | Gegner                              | Ergebnis                            | Gegner          | Ergebnis            | Gegner                             | Ergebnis                           | Gegner              | Ergebnis        | Rang          |
| -------------------- | ------------------ | -------------------- | -------------------- | -------------------- | -------------------- | ------------------------ | ------------------------ | --------------------------- | --------------------------- | ----------------------------------- | ----------------------------------- | --------------- | ------------------- | ---------------------------------- | ---------------------------------- | ------------------- | --------------- | ------------- |
| Frauen               |                    |                      |                      |                      |                      |                          |                          |                             |                             |                                     |                                     |                 |                     |                                    |                                    |                     |                 |               |
| Laëtitia Payet       | Klasse bis 48 kg   | -                    | -                    | Freilos              | Freilos              | Sarah Menezes            | 0001 - 001 YOT           | ausgeschieden               | ausgeschieden               | ausgeschieden                       | ausgeschieden                       | ausgeschieden   | ausgeschieden       | ausgeschieden                      | ausgeschieden                      | ausgeschieden       | ausgeschieden   | ausgeschieden |
| Priscilla Gneto      | Klasse bis 52 kg   | -                    | -                    | He Hongmei           | 0111 OUG(GS) - 0012  | Joana Ramos              | 000 - 1001 OGO           | An Kum-ae                   | 0013 - 0102 P16             | Kim Kyung-ok                        | 0021 OSG - 0002                     | -               | -                   | Ilse Heylen                        | 1012 AGU (GS) - 0012               | -                   | -               | Bronze        |
| Automne Pavia        | Klasse bis 57 kg   | -                    | -                    | Sarah Clark          | 010 UMA (GS) - 0001  | Carli Renzi              | 0151 P29 - 0003          | Sabrina Filzmoser           | 0031 OUG - 0002             | -                                   | -                                   | Kaori Matsumoto | 000 - 001 OSG (GS)  | Hedvig Karakas                     | 0011 P29 - 0002                    | -                   | -               | Bronze        |
| Gévrise Émane        | Klasse bis 63 kg   | -                    | -                    | Gemma Howell         | 100 P21 - 000H       | Yaritza Abel             | 0001 (GS) - 0001         | Tsedewsürengiin Mönchdsajaa | 0001 - 0001 (GS)            | Alice Schlesinger                   | 001 P29 (GS) - 0002                 | -               | -                   | Joung Da-woon                      | 000 (GS) - 000                     | -                   | -               | Bronze        |
| Lucie Décosse        | Klasse bis 70 kg   | -                    | -                    | Freilos              | Freilos              | Kelita Zupancic          | 1001 KSG - 0001          | Yuri Alvear                 | 100 UMA - 000               | -                                   | -                                   | Hwang Ye-sul    | 001 P29 (GS) - 0002 | -                                  | -                                  | Kerstin Thiele      | 012 KSG - 000   | Gold          |
| Audrey Tcheuméo      | Klasse bis 78 kg   | -                    | -                    | Amy Cotton           | 001 DAB - 0001       | Maryna Pryschtschepa     | 100 OSG - 000            | Yang Xiuli                  | 0101 SUG - 0001             | -                                   | -                                   | Gemma Gibbons   | 000 - 100 UMA (GS)  | Abigél Joó                         | 100 KSG - 0001                     | -                   | -               | Bronze        |
| Anne-Sophie Mondière | Klasse über 78 kg  | -                    | -                    | Maria Altheman       | 000 - 0101 YOT       | ausgeschieden            | ausgeschieden            | ausgeschieden               | ausgeschieden               | ausgeschieden                       | ausgeschieden                       | ausgeschieden   | ausgeschieden       | ausgeschieden                      | ausgeschieden                      | ausgeschieden       | ausgeschieden   | ausgeschieden |
| Männer               |                    |                      |                      |                      |                      |                          |                          |                             |                             |                                     |                                     |                 |                     |                                    |                                    |                     |                 |               |
| Sofiane Milous       | Klasse bis 60 kg   | -                    | -                    | Betkili Schukwani    | 100 - 011            | Tony Lomo                | 020 - 001                | Hiroaki Hiraoka             | 012 - 001                   | Howhannes Dawtjan                   | 002 - 001                           | -               | -                   | Rischod Sobirow                    | 003 - 010                          | -                   | -               | 4             |
| David Larose         | Klasse bis 66 kg   | Golan Pollack        | 0011 UMA - 000       | Dan Fâșie            | 100 TNO - 000        | Lascha Schawdatuaschwili | 0001 - 100 TGM (GS)      | ausgeschieden               | ausgeschieden               | ausgeschieden                       | ausgeschieden                       | ausgeschieden   | ausgeschieden       | ausgeschieden                      | ausgeschieden                      | ausgeschieden       | ausgeschieden   | ausgeschieden |
| Ugo Legrand          | Klasse bis 73 kg   | Freilos              | Freilos              | Tomasz Adamiec       | 010 UMA - 000        | Hussein Hafiz            | 100 P29 (GS) - 0104      | Dex Elmont                  | 000 - 100 AGU (GS)          | Rasul Boqiev                        | 001 P29 - 0002                      | -               | -                   | Wang Ki-chun                       | 0101 OSG (GS) - 0001               | -                   | -               | Bronze        |
| Alain Schmitt        | Klasse bis 81 kg   | Freilos              | Freilos              | Guillaume Elmont     | 000 (GS) - 0001      | Emmanuel Lucenti         | 000 - 100 KSG            | ausgeschieden               | ausgeschieden               | ausgeschieden                       | ausgeschieden                       | ausgeschieden   | ausgeschieden       | ausgeschieden                      | ausgeschieden                      | ausgeschieden       | ausgeschieden   | ausgeschieden |
| Romain Buffet        | Klasse bis 90 kg   | -                    | -                    | Karolis Bauža        | 001 - 010 UNN        | ausgeschieden            | ausgeschieden            | ausgeschieden               | ausgeschieden               | ausgeschieden                       | ausgeschieden                       | ausgeschieden   | ausgeschieden       | ausgeschieden                      | ausgeschieden                      | ausgeschieden       | ausgeschieden   | ausgeschieden |
| Thierry Fabre        | Klasse bis 100 kg  | -                    | -                    | Ramadan Darwish      | 0011 P29 (GS) - 0002 | Naidangiin Tüwschinbajar | 000 - 100 KSH            | ausgeschieden               | ausgeschieden               | ausgeschieden                       | ausgeschieden                       | ausgeschieden   | ausgeschieden       | ausgeschieden                      | ausgeschieden                      | ausgeschieden       | ausgeschieden   | ausgeschieden |
| Teddy Riner          | Klasse über 100 kg | -                    | -                    | Janusz Wojnarowicz   | 010 P29 - 0003       | Faicel Jaballah          | 101 UMA - 0002           | Óscar Brayson               | 100 KEG - 0001              | -                                   | -                                   | Kim Sung-min    | 010 P05 - 0003      | -                                  | -                                  | Alexander Michailin | 0101 P29 - 0003 | Gold          |

### Kanu

#### Kanurennsport
| Athleten                                                | Wettbewerb | Vorlauf      | Vorlauf | Halbfinale   | Halbfinale | Finale       | Finale | Rang |
| Athleten                                                | Wettbewerb | Zeit         | Rang    | Zeit         | Rang       | Zeit         | Rang   | Rang |
| ------------------------------------------------------- | ---------- | ------------ | ------- | ------------ | ---------- | ------------ | ------ | ---- |
| Frauen                                                  |            |              |         |              |            |              |        |      |
| Marie Delattre Sarah Guyot Gabrielle Tuleu Joanne Mayer | K-4 500 m  | 1:40,022 min | 3       | 1:33,303 min | 5          | 1:35,299 min | 8      | 8    |
| Männer                                                  |            |              |         |              |            |              |        |      |
| Maxime Beaumont                                         | K-1 200 m  | 35,571 s     | 2       | 35,814 s     | 2          | 36,688 s     | 4      | 4    |
| Sébastien Jouve Arnaud Hybois                           | K-2 200 m  | 32,933 s     | 3       | 32,668 s     | 3          | 35,012 s     | 4      | 4    |
| Mathieu Goubel                                          | C-1 200 m  | 41,248 s     | 1       | 41,938 s     | 2          | 44,045 s     | 7      | 7    |
| Cyrille Carré                                           | K-1 1000 m | 3:32,705 min | 5       | 3:38,981 min | 8          | 3:33,513 min | 12     | 12   |
| Mathieu Goubel                                          | C-1 1000 m | 3:58,122 min | 1       | 3:51,811 min | 1          | 3:50,758 min | 5      | 5    |

#### Kanuslalom
| Athleten                       | Wettbewerb | Vorlauf  | Vorlauf | Halbfinale | Halbfinale | Finale   | Finale | Rang |
| Athleten                       | Wettbewerb | Zeit     | Rang    | Zeit       | Rang       | Zeit     | Rang   | Rang |
| ------------------------------ | ---------- | -------- | ------- | ---------- | ---------- | -------- | ------ | ---- |
| Frauen                         |            |          |         |            |            |          |        |      |
| Émilie Fer                     | K-1        | 106,46 s | 10      | 109,73 s   | 3          | 105,90 s | 1      | Gold |
| Männer                         |            |          |         |            |            |          |        |      |
| Étienne Daille                 | K-1        | 90,12 s  | 13      | 100,55 s   | 10         | 101,87 s | 7      | 7    |
| Tony Estanguet                 | C-1        | 93,24 s  | 7       | 101,67 s   | 3          | 97,06 s  | 1      | Gold |
| Gauthier Klauss Matthieu Péché | C-2        | 96,98 s  | 1       | 109,27 s   | 3          | 109,17 s | 4      | 4    |

### Leichtathletik
Laufen und Gehen
| Athleten                                                                                           | Wettbewerb        | Vorlauf                      | Vorlauf                      | Halbfinale                   | Halbfinale                   | Finale                       | Finale                       | Rang                         |
| Athleten                                                                                           | Wettbewerb        | Zeit                         | Rang                         | Zeit                         | Rang                         | Zeit                         | Rang                         | Rang                         |
| -------------------------------------------------------------------------------------------------- | ----------------- | ---------------------------- | ---------------------------- | ---------------------------- | ---------------------------- | ---------------------------- | ---------------------------- | ---------------------------- |
| Frauen                                                                                             |                   |                              |                              |                              |                              |                              |                              |                              |
| Véronique Mang                                                                                     | 100 m             | 11,41 s                      | 6                            | ausgeschieden                | ausgeschieden                | ausgeschieden                | ausgeschieden                | 32                           |
| Myriam Soumaré                                                                                     | 100 m             | 11,07 s                      | 2                            | 11,13 s                      | 5                            | ausgeschieden                | ausgeschieden                | 11                           |
| Myriam Soumaré                                                                                     | 200 m             | 22,70 s                      | 2                            | 22,56 s                      | 3                            | 22,63 s                      | 7                            | 7                            |
| Reïna-Flor Okori                                                                                   | 100 m Hürden      | 13,01 s                      | 2                            | disqualifiziert              | disqualifiziert              | ausgeschieden                | ausgeschieden                | –                            |
| Nelly Banco Johanna Danois Ayodelé Ikuesan Lina Jacques-Sébastien Véronique Mang Myriam Soumaré    | 4 × 100-m-Staffel | disqualifiziert              | disqualifiziert              | –                            | –                            | ausgeschieden                | ausgeschieden                | –                            |
| Phara Anacharsis Elea Mariama Diarra Marie Gayot Floria Gueï Lénora Guion-Firmin Muriel Hurtis     | 4 × 400-m-Staffel | 3:25,94 min                  | 3                            | –                            | –                            | 3:25,92 min                  | 6                            | 6                            |
| Männer                                                                                             |                   |                              |                              |                              |                              |                              |                              |                              |
| Jimmy Vicaut                                                                                       | 100 m             | 10,11 S                      | 11                           | 10,16 s                      | 17                           | ausgeschieden                | ausgeschieden                | 17                           |
| Christophe Lemaitre                                                                                | 100 m             | nicht gestartet              | nicht gestartet              | nicht gestartet              | nicht gestartet              | nicht gestartet              | nicht gestartet              | nicht gestartet              |
| Christophe Lemaitre                                                                                | 200 m             | 20,34 s                      | 3                            | 20,03 s                      | 3                            | 20,19 s                      | 6                            | 6                            |
| Pierre-Ambroise Bosse                                                                              | 800 m             | 1:46,03 min                  | 8                            | 1:45,10 min                  | 11                           | ausgeschieden                | ausgeschieden                | 11                           |
| Jamale Aarrass                                                                                     | 1500 m            | 3:45,13                      | 37                           | ausgeschieden                | ausgeschieden                | ausgeschieden                | ausgeschieden                | 37                           |
| Florian Carvalho                                                                                   | 1500 m            | 3:37,05 min                  | 7                            | 3:40,61 min                  | 13                           | ausgeschieden                | ausgeschieden                | 13                           |
| Yoann Kowal                                                                                        | 1500 m            | 3:41,12 min                  | 21                           | 3:43,48 min                  | 21                           | ausgeschieden                | ausgeschieden                | 21                           |
| Hassan Hirt                                                                                        | 5000 m            | wegen Doping disqualifiziert | wegen Doping disqualifiziert | wegen Doping disqualifiziert | wegen Doping disqualifiziert | wegen Doping disqualifiziert | wegen Doping disqualifiziert | wegen Doping disqualifiziert |
| Abraham Kiprotich Tandoi                                                                           | Marathon          | –                            | –                            | –                            | –                            | DNF                          | –                            | –                            |
| Abdellatif Meftah                                                                                  | Marathon          | –                            | –                            | –                            | –                            | DNF                          | –                            | –                            |
| Patrick Tambwe                                                                                     | Marathon          | –                            | –                            | –                            | –                            | DNF                          | –                            | –                            |
| Dimitri Bascou                                                                                     | 110 m Hürden      | 13,57 s                      | 23                           | 13,55 s                      | 19                           | ausgeschieden                | ausgeschieden                | 19                           |
| Garfield Darien                                                                                    | 110 m Hürden      | 13,53 s                      | 20                           | 13,48 s                      | 16                           | ausgeschieden                | ausgeschieden                | 16                           |
| Ladji Doucouré                                                                                     | 110 m Hürden      | 13,67 s                      | 28                           | 13,75 s                      | 22                           | ausgeschieden                | ausgeschieden                | 22                           |
| Mahiedine Mekhissi                                                                                 | 3000 m Hindernis  | 8:16,23 min                  | 1                            | –                            | –                            | 8:19,08                      | 2                            | Silber                       |
| Vincent Zouaoui-Dandrieux                                                                          | 3000 m Hindernis  | 8:36,96 min                  | 17                           | –                            | –                            | ausgeschieden                | ausgeschieden                | 27                           |
| Ben Bassaw Emmanuel Biron Christophe Lemaitre Pierre-Alexis Pessonneaux Ronald Pognon Jimmy Vicaut | 4 × 100-m-Staffel | 38,15 s                      | 6                            | –                            | –                            | 38,16 s                      | 3                            | 3                            |
| Bertrand Moulinet                                                                                  | 20 km Gehen       | –                            | –                            | –                            | –                            | 1:20:12 h                    | 8                            | 8                            |
| Yohann Diniz                                                                                       | 50 km Gehen       | –                            | –                            | –                            | –                            | disqualifiziert              | disqualifiziert              | disqualifiziert              |
| Cédric Houssaye                                                                                    | 50 km Gehen       | –                            | –                            | –                            | –                            | 3:55:16 h                    | 31                           | 31                           |
| Bertrand Moulinet                                                                                  | 50 km Gehen       | –                            | –                            | –                            | –                            | 3:45:35 h                    | 12                           | 12                           |

Nach dem Dopingvergehen von Tyson Gay erhielt Frankreich in der 4 × 100-m-Staffel nachträglich die Bronzemedaille.
Springen und Werfen
| Athleten             | Wettbewerb     | Qualifikation | Qualifikation | Finale        | Finale        | Rang |
| Athleten             | Wettbewerb     | Weite/Höhe    | Rang          | Weite/Höhe    | Rang          | Rang |
| -------------------- | -------------- | ------------- | ------------- | ------------- | ------------- | ---- |
| Frauen               |                |               |               |               |               |      |
| Éloyse Lesueur       | Weitsprung     | 6,48 m        | 10            | 6,67 m        | 8             | 8    |
| Melanie Melfort      | Hochsprung     | 1,93 m        | 2             | 1,93 m        | 9             | 9    |
| Vanessa Boslak       | Stabhochsprung | 4,55 m        | 7             | 4,30 m        | 10            | 10   |
| Marion Lotaut        | Stabhochsprung | 4,10 m        | 33            | ausgeschieden | ausgeschieden | 33   |
| Mélina Robert-Michon | Diskuswurf     | 62,47 m       | 12            | 63,98 m       | 6             | 6    |
| Stéphanie Falzon     | Hammerwurf     | 71,67 m       | 11            | 73,06 m       | 9             | 9    |
| Männer               |                |               |               |               |               |      |
| Salim Sdiri          | Weitsprung     | 7,71 m        | 23            | ausgeschieden | ausgeschieden | 23   |
| Benjamin Compaoré    | Dreisprung     | 17,06 m       | 3             | 17,08 m       | 6             | 6    |
| Mickael Hanany       | Hochsprung     | 2,26 m        | 8             | 2,20 m        | 14            | 14   |
| Renaud Lavillenie    | Stabhochsprung | 5,65 m        | 2             | 5,97 m        | 1             | Gold |
| Romain Mesnil        | Stabhochsprung | 5,60 m        | 6             | 5,50 m        | 9             | 9    |
| Quentin Bigot        | Hammerwurf     | 72,42 m       | 24            | ausgeschieden | ausgeschieden | 24   |
| Jérôme Bortoluzzi    | Hammerwurf     | 74,15 m       | 14            | ausgeschieden | ausgeschieden | 14   |
| Nicolas Figère       | Hammerwurf     | 69,74 m       | 32            | ausgeschieden | ausgeschieden | 32   |

Mehrkampf
| Athletinnen                | 100 m Hürden | 100 m Hürden | Hochsprung | Hochsprung | Kugelstoßen | Kugelstoßen | 200 m   | 200 m  | Weitsprung | Weitsprung | Speerwurf | Speerwurf | 800 m       | 800 m  | Punkte | Rang |
| Athletinnen                | Zeit         | Punkte       | Höhe       | Punkte     | Weite       | Punkte      | Zeit    | Punkte | Weite      | Punkte     | Weite     | Punkte    | Zeit        | Punkte | Punkte | Rang |
| -------------------------- | ------------ | ------------ | ---------- | ---------- | ----------- | ----------- | ------- | ------ | ---------- | ---------- | --------- | --------- | ----------- | ------ | ------ | ---- |
| Siebenkampf Frauen         |              |              |            |            |             |             |         |        |            |            |           |           |             |        |        |      |
| Marisa de Aniceto          | 13,74 s      | 1015         |            |            | 13,09 m     | 733         | 25,26 s | 863    | 5,76 m     | 777        | 51,98 m   | 899       | 2:16,20 min | 876    | 6030   | 21   |
| Antoinette Nana Djimou Ida | 12,96 s      | 1130         |            |            | 14,26 m     | 811         | 24,72 s | 913    | 6,13 m     | 890        | 55,87 m   | 974       | 2:15,94 min | 880    | 6576   | 6    |

| Athleten         | 100 m   | 100 m  | Weitsprung | Weitsprung | Kugelstoßen | Kugelstoßen | Hochsprung | Hochsprung | 400 m   | 400 m  | 110 m Hürden | 110 m Hürden | Diskuswurf | Diskuswurf | Stabhochsprung | Stabhochsprung | Speerwurf | Speerwurf | 1500 m      | 1500 m | Punkte | Rang |
| Athleten         | Zeit    | Punkte | Weite      | Punkte     | Weite       | Punkte      | Höhe       | Punkte     | Zeit    | Punkte | Zeit         | Punkte       | Weite      | Punkte     | Höhe           | Punkte         | Weite     | Punkte    | Zeit        | Punkte | Punkte | Rang |
| ---------------- | ------- | ------ | ---------- | ---------- | ----------- | ----------- | ---------- | ---------- | ------- | ------ | ------------ | ------------ | ---------- | ---------- | -------------- | -------------- | --------- | --------- | ----------- | ------ | ------ | ---- |
| Zehnkampf Männer |         |        |            |            |             |             |            |            |         |        |              |              |            |            |                |                |           |           |             |        |        |      |
| Kevin Mayer      | 11,32 s | 791    | 7,17 m     | 854        | 14,05 m     | 731         | 2,05 m     | 850        | 48,76 s | 873    | 15,59 s      | 780          | 41,20 m    | 689        | 4,70 m         | 819            | 62,41 m   | 774       | 4:23,02 min | 791    | 7952   | 15   |

### Moderner Fünfkampf
| Athleten          | Fechten | Fechten | Schwimmen   | Schwimmen | Reiten  | Reiten | Combined     | Combined | Punkte | Rang |
| Athleten          | Bilanz  | Punkte  | Zeit        | Punkte    | Zeit    | Punkte | Zeit         | Punkte   | Punkte | Rang |
| ----------------- | ------- | ------- | ----------- | --------- | ------- | ------ | ------------ | -------- | ------ | ---- |
| Frauen            |         |         |             |           |         |        |              |          |        |      |
| Amélie Cazé       | 19 - 16 | 856     | 2:11,33 min | 1224      | 74,59 s | 1180   | +2:02,71 min | 1848     | 5108   | 18   |
| Élodie Clouvel    | 15 - 20 | 760     | 2:09,87 min | 1244      | 90,63 s | 1060   | +2:38,50 min | 1704     | 4768   | 31   |
| Männer            |         |         |             |           |         |        |              |          |        |      |
| Christopher Patte | 16 - 19 | 784     | 2:05,99 min | 1292      | 76,38 s | 1116   | +27,04 s     | 2428     | 5620   | 17   |

### Radsport

#### Bahn
| Athleten                                     | Wettbewerb | Qualifikation | Qualifikation | Finals        | Finals        | Rang          |
| Athleten                                     | Wettbewerb | Zeit          | Rang          | Zeit          | Rang          | Rang          |
| -------------------------------------------- | ---------- | ------------- | ------------- | ------------- | ------------- | ------------- |
| Frauen                                       |            |               |               |               |               |               |
| Virginie Cueff                               | Sprint     | 11,439 s      | 15            | ausgeschieden | ausgeschieden | ausgeschieden |
| Clara Sanchez                                | Keirin     | –             | 6             | –             | 4             | 4             |
| Sandie Clair Virginie Cueff                  | Teamsprint | 33,638 s      | -             | ausgeschieden | ausgeschieden | ausgeschieden |
| Männer                                       |            |               |               |               |               |               |
| Grégory Baugé                                | Sprint     | 9,952 s       | 2             | Finale: 0:2   | Finale: 0:2   | Silber        |
| Mickaël Bourgain                             | Keirin     | –             | 1             | –             | 8             | 8             |
| Grégory Baugé Michaël D’Almeida Kévin Sireau | Teamsprint | 43,097 s      | -             | 42,991 s      | 2             | Silber        |

Mehrkampf
| Omnium Frauen |          |   |    |    |    |              |    |    |              |   |    |        |
| Clara Sanchez | 14,058 s | 2 | 0  | 18 | 13 | 3:56,800 min | 18 | 18 | 35,451 s     | 3 | 72 | 14     |
| Omnium Männer |          |   |    |    |    |              |    |    |              |   |    |        |
| Bryan Coquard | 13,347 s | 5 | 51 | 4  | 1  | 4:30,780 min | 12 | 3  | 1:03,078 min | 4 | 29 | Silber |

#### Straße
| Athleten               | Wettbewerb       | Zeit         | Rang                     |
| ---------------------- | ---------------- | ------------ | ------------------------ |
| Frauen                 |                  |              |                          |
| Pauline Ferrand-Prévot | Straßenrennen    | 3:35:56 h    | 8                        |
| Audrey Cordon          | Straßenrennen    | -            | außerhalb des Zeitlimits |
| Aude Biannic           | Straßenrennen    | 3:35:56 h    | 10                       |
| Audrey Cordon          | Einzelzeitfahren | 40:40,51 min | 15                       |
| Männer                 |                  |              |                          |
| Mickaël Bourgain       | Straßenrennen    | -            | aufgegeben               |
| Arnaud Démare          | Straßenrennen    | 5:46:37 h    | 30                       |
| Tony Gallopin          | Straßenrennen    | 5:46:37 h    | 86                       |
| Sylvain Chavanel       | Straßenrennen    | 5:46:05 h    | 20                       |
| Sylvain Chavanel       | Einzelzeitfahren | 56:07,67 min | 29                       |

#### Mountainbike
| Athleten               | Wettbewerb    | Zeit      | Rang |
| ---------------------- | ------------- | --------- | ---- |
| Frauen                 |               |           |      |
| Julie Bresset          | Cross-Country | 1:30:52 h | Gold |
| Pauline Ferrand-Prévot | Cross-Country | 1:42:21 h | 26   |
| Männer                 |               |           |      |
| Julien Absalon         | Cross-Country | DNF       | -    |
| Jean-Christophe Péraud | Cross-Country | 1:37:07 h | 29   |
| Stéphane Tempier       | Cross-Country | 1:31:30 h | 11   |

#### BMX
| Athleten              | Wettbewerb | Qualifikation | Qualifikation | Viertelfinale | Viertelfinale | Halbfinale    | Halbfinale    | Finale        | Finale        | Rang |
| Athleten              | Wettbewerb | Zeit          | Rang          | Punkte        | Rang          | Punkte        | Rang          | Zeit          | Rang          | Rang |
| --------------------- | ---------- | ------------- | ------------- | ------------- | ------------- | ------------- | ------------- | ------------- | ------------- | ---- |
| Frauen                |            |               |               |               |               |               |               |               |               |      |
| Magalie Pottier       | Race       | 39,778 s      | 7             | –             | –             | 6             | 2             | 39,395 s      | 7             | 7    |
| Laëtitia Le Corguillé | Race       | 38,976 s      | 4             | –             | –             | 15            | 4             | 38,476 s      | 4             | 4    |
| Männer                |            |               |               |               |               |               |               |               |               |      |
| Quentin Caleyron      | Race       | 38,637 s      | 9             | 19            | 3             | 18            | 6             | ausgeschieden | ausgeschieden | 12   |
| Joris Daudet          | Race       | 38,221 s      | 2             | 7             | 2             | 16            | 6             | ausgeschieden | ausgeschieden | 11   |
| Moana Moo-Caille      | Race       | 40,015 s      | 28            | 23            | 6             | ausgeschieden | ausgeschieden | ausgeschieden | ausgeschieden | 21   |

### Reiten
| Athleten                                                                   | Wettbewerb | Prozent      | Rang |
| -------------------------------------------------------------------------- | ---------- | ------------ | ---- |
| Dressur                                                                    |            |              |      |
| Jessica Michel                                                             | Einzel     |              |      |
| Athleten                                                                   | Wettbewerb | Fehlerpunkte | Rang |
| Springen                                                                   |            |              |      |
| Simon Delestre                                                             | Einzel     |              |      |
| Olivier Guillon                                                            | Einzel     |              |      |
| Pénélope Leprevost                                                         | Einzel     |              |      |
| Kevin Staut                                                                | Einzel     |              |      |
| Simon Delestre Olivier Guillon Pénélope Leprevost Kevin Staut              | Mannschaft |              |      |
| Athleten                                                                   | Wettbewerb | Strafpunkte  | Rang |
| Vielseitigkeit                                                             |            |              |      |
| Lionel Guyon                                                               | Einzel     |              |      |
| Aurélien Khan                                                              | Einzel     |              |      |
| Denis Mesples                                                              | Einzel     |              |      |
| Donatien Schauly                                                           | Einzel     |              |      |
| Nicolas Touzaint                                                           | Einzel     |              |      |
| Lionel Guyon Aurélien Khan Denis Mesples Donatien Schauly Nicolas Touzaint | Mannschaft |              |      |

### Rhythmische Sportgymnastik
| Athletinnen     | Wettbewerb       | Qualifikation | Qualifikation | Finale        | Finale        | Rang |
| Athletinnen     | Wettbewerb       | Punkte        | Rang          | Punkte        | Rang          | Rang |
| --------------- | ---------------- | ------------- | ------------- | ------------- | ------------- | ---- |
| Frauen          |                  |               |               |               |               |      |
| Delphine Ledoux | Mehrkampf Einzel | 108,175       | 13            | ausgeschieden | ausgeschieden | 13   |

### Ringen
| Athleten                         | Wettbewerb       | 1. Runde | 1. Runde | Achtelfinale             | Achtelfinale | Viertelfinale     | Viertelfinale | Halbfinale    | Halbfinale    | Hoffnungsrunde Viertelfinale | Hoffnungsrunde Viertelfinale | Hoffnungsrunde Halbfinale | Hoffnungsrunde Halbfinale | Hoffnungsrunde Finale | Hoffnungsrunde Finale | Finale        | Finale        | Rang          |
| Athleten                         | Wettbewerb       | Gegner   | Ergebnis | Gegner                   | Ergebnis     | Gegner            | Ergebnis      | Gegner        | Ergebnis      | Gegner                       | Ergebnis                     | Gegner                    | Ergebnis                  | Gegner                | Ergebnis              | Gegner        | Ergebnis      | Rang          |
| -------------------------------- | ---------------- | -------- | -------- | ------------------------ | ------------ | ----------------- | ------------- | ------------- | ------------- | ---------------------------- | ---------------------------- | ------------------------- | ------------------------- | --------------------- | --------------------- | ------------- | ------------- | ------------- |
| Freistil Frauen                  |                  |          |          |                          |              |                   |               |               |               |                              |                              |                           |                           |                       |                       |               |               |               |
| Cynthia Vescan                   | Klasse bis 72 kg | Freilos  | Freilos  | Swetlana Sajenko         | 1 PP - 3     | ausgeschieden     | ausgeschieden | ausgeschieden | ausgeschieden | ausgeschieden                | ausgeschieden                | ausgeschieden             | ausgeschieden             | ausgeschieden         | ausgeschieden         | ausgeschieden | ausgeschieden | ausgeschieden |
| griechisch-römischer Stil Männer |                  |          |          |                          |              |                   |               |               |               |                              |                              |                           |                           |                       |                       |               |               |               |
| Tarik Belmadani                  | Klasse bis 60 kg | Freilos  | Freilos  | Jarkko Ala-Huikku        | 3 PO - 0     | Ryūtarō Matsumoto | 0 - 3 PO      | ausgeschieden | ausgeschieden | ausgeschieden                | ausgeschieden                | ausgeschieden             | ausgeschieden             | ausgeschieden         | ausgeschieden         | ausgeschieden | ausgeschieden | ausgeschieden |
| Steeve Guénot                    | Klasse bis 66 kg | Freilos  | Freilos  | Wuileixis Rivas Espinoza | 3 PO - 0     | Saeid Abdvali     | 3 - 0 PO      | Kim Hyeon-woo | 1 - 3 PP      | -                            | -                            | -                         | -                         | Pedro Mulens Herrera  | 0 - 3 PO              | -             | -             | Bronze        |
| Christophe Guénot                | Klasse bis 74 kg | Freilos  | Freilos  | Zied Ayt Okrame          | 3 - 0 PO     | Roman Wlasow      | 1 PP - 3      | -             | -             | -                            | -                            | Mark Overgaard Madsen     | 1 PP - 3                  | ausgeschieden         | ausgeschieden         | ausgeschieden | ausgeschieden | 7             |
| Mélonin Noumonvi                 | Klasse bis 84 kg | Freilos  | Freilos  | Rami Hietaniemi          | 3 - 0 PO     | Karam Ebrahim     | 1 PP - 3      | -             | -             | -                            | -                            | Nenad Žugaj               | 3 PO - 0                  | Damian Janikowskij    | 0 - 3 PO              | -             | -             | 5             |
| Freistil Männer                  |                  |          |          |                          |              |                   |               |               |               |                              |                              |                           |                           |                       |                       |               |               |               |
| Didier Païs                      | Klasse bis 60 kg | Freilos  | Freilos  | Hassan Madani            | 1 PP - 3     | ausgeschieden     | ausgeschieden | ausgeschieden | ausgeschieden | ausgeschieden                | ausgeschieden                | ausgeschieden             | ausgeschieden             | ausgeschieden         | ausgeschieden         | ausgeschieden | ausgeschieden | ausgeschieden |

### Rudern
| Athleten                                                              | Wettbewerb                  | Vorlauf     | Vorlauf | Vorlauf        | Hoffnungslauf | Hoffnungslauf | Hoffnungslauf | Viertelfinale | Viertelfinale | Viertelfinale | Halbfinale  | Halbfinale | Halbfinale    | Finale      | Finale | Rang   |
| Athleten                                                              | Wettbewerb                  | Zeit        | Rang    | Qualifikation  | Zeit          | Rang          | Qualifikation | Zeit          | Rang          | Qualifikation | Zeit        | Rang       | Qualifikation | Zeit        | Rang   | Rang   |
| --------------------------------------------------------------------- | --------------------------- | ----------- | ------- | -------------- | ------------- | ------------- | ------------- | ------------- | ------------- | ------------- | ----------- | ---------- | ------------- | ----------- | ------ | ------ |
| Männer                                                                |                             |             |         |                |               |               |               |               |               |               |             |            |               |             |        |        |
| Germain Chardin Dorian Mortelette                                     | Zweier                      | 6:17,22 min | 2       | Halbfinale A/B | –             | –             | –             | –             | –             | –             | 6:58,67 min | 2          | Finale A      | 6:21,11 min | 2      | Silber |
| Julien Bahain Cédric Berrest                                          | Doppelzweier                | 6:19,61 min | 3       | Halbfinale A/B | –             | –             | –             | –             | –             | –             | 6:29,61 min | 5          | Finale B      | 6:26,44 min | 10     | 10     |
| Matthieu Androdias Benjamin Chabanet Adrien Hardy Pierre-Jean Peltier | Doppelvierer                | 5:44,25 min | 3       | Halbfinale A/B | –             | –             | –             | –             | –             | –             | 6:12,81 min | 4          | Finale B      | 6:02,12 min | 10     | 10     |
| Jérémie Azou Stany Delayre                                            | Leichtgewichts-Doppelzweier | 6:40,89 min | 1       | Halbfinale A/B | –             | –             | –             | –             | –             | –             | 6:37,29 min | 2          | Finale A      | 6:42,69 min | 4      | 4      |
| Thomas Baroukh Fabrice Moreau Nicolas Moutton Franck Solforosi        | Leichtgewichts-Vierer       | 5:50,79 min | 1       | Halbfinale A/B | –             | –             | –             | –             | –             | –             | 6:06,90 min | 4          | Finale B      | 6:08,37 min | 7      | 7      |

### Schießen
| Athleten               | Wettbewerb                           | Qualifikation | Qualifikation | Finale | Finale | Ringe  | Rang   |
| Athleten               | Wettbewerb                           | Ringe         | Rang          | Ringe  | Rang   | Ringe  | Rang   |
| ---------------------- | ------------------------------------ | ------------- | ------------- | ------ | ------ | ------ | ------ |
| Frauen                 |                                      |               |               |        |        |        |        |
| Céline Goberville      | Luftpistole 10 m                     | 387           | 3             | 99,6   | 2      | 486,6  | Silber |
| Stéphanie Tirode       | Luftpistole 10 m                     | 375           | 38            | –      | –      | 375    | 38     |
| Céline Goberville      | Sportpistole 25 m                    | 579           | 21            | –      | –      | 579    | 21     |
| Stéphanie Tirode       | Sportpistole 25 m                    | 375           | 38            | –      | –      | 375    | 38     |
| Emilie Evesque         | Luftgewehr 10 m                      | 392           | 33            | –      | –      | 392    | 33     |
| Laurence Brize         | Luftgewehr 10 m                      | 394           | 26            | –      | –      | 394    | 26     |
| Emilie Evesque         | Sportgewehr Dreistellungskampf 50 m  | 578           | 25            | –      | –      | 578    | 25     |
| Laurence Brize         | Sportgewehr Dreistellungskampf 50 m  | 581           | 18            | –      | –      | 581    | 18     |
| Delphine Réau          | Trap                                 | 72            | 4             | 21     | 3      | 93     | Bronze |
| Véronique Girardet     | Skeet                                | 66            | 10            | –      | –      | 66     | 10     |
| Männer                 |                                      |               |               |        |        |        |        |
| Franck Dumoulin        | Luftpistole 10 m                     | 577           | 18            | –      | –      | 577    | 18     |
| Walter Lapeyre         | Luftpistole 10 m                     | 575           | 22            | –      | –      | 575    | 22     |
| Franck Dumoulin        | Freie Pistole 50 m                   | 541           | 33            | –      | –      | 541    | 33     |
| Walter Lapeyre         | Freie Pistole 50 m                   | 554           | 21            | –      | –      | 554    | 21     |
| Pierre-Edmond Piasecki | Luftgewehr 10 m                      | 596           | 8             | 103,1  | 6      | 699,1  | 6      |
| Jérémy Monnier         | Luftgewehr 10 m                      | 592           | 26            | –      | –      | 592    | 26     |
| Valérian Sauveplane    | Kleinkaliber Dreistellungskampf 50 m | 1167          | 13            | –      | –      | 1167   | 13     |
| Cyril Graff            | Kleinkaliber Dreistellungskampf 50 m | 1171          | 3             | 100,0  | 4      | 1271,0 | 4      |
| Valérian Sauveplane    | Kleinkaliber liegend 50 m            | 592           | 22            | –      | –      | 592    | 22     |
| Cyril Graff            | Kleinkaliber liegend 50 m            | 586           | 46            | –      | –      | 586    | 46     |
| Stéphane Clamens       | Trap                                 | 119           | 19            | –      | –      | 119    | 19     |
| Anthony Terras         | Skeet                                | 117           | 17            | –      | –      | 117    | 17     |

### Schwimmen
| Athleten | Wettbewerb                 | Vorlauf      | Vorlauf | Halbfinale    | Halbfinale    | Finale        | Finale        | Rang   |
| Athleten | Wettbewerb                 | Zeit         | Rang    | Zeit          | Rang          | Zeit          | Rang          | Rang   |
| --- | -------------------------- | ------------ | ------- | ------------- | ------------- | ------------- | ------------- | ------ |
| Frauen |                            |              |         |               |               |               |               |        |
| Anna Santamans | 50 m Freistil              | 25,23 s      | 15      | 24,94 s       | 10            | ausgeschieden | ausgeschieden | 10     |
| Charlotte Bonnet                                                                                                   | 100 m Freistil             | 55,12 s      | 20      | ausgeschieden | ausgeschieden | ausgeschieden | ausgeschieden | 20     |
| Ophélie-Cyrielle Étienne                                                                                           | 200 m Freistil             | 1:59,15 min  | 18      | ausgeschieden | ausgeschieden | ausgeschieden | ausgeschieden | 18     |
| Camille Muffat | 200 m Freistil             | 1:58,49 min  | 12      | 1:56,18 min   | 3             | 1:55,58 min   | 2             | Silber |
| Coralie Balmy | 400 m Freistil             | 4:03,56 min  | 3       | –             | –             | 4:05,95 min   | 6             | 6      |
| Camille Muffat | 400 m Freistil             | 4:03,29 min  | 1       | –             | –             | 4:01,45 min   | 1             | Gold   |
| Coralie Balmy | 800 m Freistil             | 8:27,15 min  | 8       | –             | –             | 8:29,26 min   | 7             |        |
| Justine Bruno | 100 m Schmetterling        | 1:01,14 min  | 38      | ausgeschieden | ausgeschieden | ausgeschieden | ausgeschieden | 38     |
| Fanny Babou | 100 m Brust                | 1:09,76 min  | 32      | ausgeschieden | ausgeschieden | ausgeschieden | ausgeschieden | 38     |
| Alexianne Castel                                                                                                   | 100 m Rücken               | 1:00,16 min  | 14      | 1:00,24 min   | 11            | ausgeschieden | ausgeschieden | 11     |
| Laure Manaudou | 100 m Rücken               | 1:01,03 min  | 22      | ausgeschieden | ausgeschieden | ausgeschieden | ausgeschieden | 22     |
| Alexianne Castel                                                                                                   | 200 m Rücken               | 2:08,92 min  | 6       | 2:08,24 min   | 5             | 2:08,43 min   | 7             | 7      |
| Laure Manaudou | 200 m Rücken               | 2:14,29 min  | 30      | ausgeschieden | ausgeschieden | ausgeschieden | ausgeschieden | 30     |
| Lara Grangeon | 400 m Lagen                | 4:44,28 min  | 18      | –             | –             | ausgeschieden | ausgeschieden | 18     |
| Coralie Balmy Charlotte Bonnet Ophélie-Cyrielle Étienne Margaux Farrell Mylène Lazare Camille Muffat               | 4 × 200-m-Freistil-Staffel | 7:52,88 min  | 5       | –             | –             | 7:47,49 min   | 3             | Bronze |
| Fanny Babou Charlotte Bonnet Justine Bruno Alexianne Castel Laure Manaudou Camille Muffat                          | 4 × 100-m-Lagen-Staffel    | 4:05,53 min  | 14      | –             | –             | ausgeschieden | ausgeschieden | 14     |
| Ophélie Aspord | 10 km Freiwasser           | –            | –       | –             | –             | 1:58:43,1 h   | 6             | 6      |
| Männer |                            |              |         |               |               |               |               |        |
| Amaury Leveaux | 50 m Freistil              | 22,35 s      | 18      | ausgeschieden | ausgeschieden | ausgeschieden | ausgeschieden | 18     |
| Florent Manaudou                                                                                                   | 50 m Freistil              | 22,09 s      | 7       | 21,80 s       | 6             | 21,34 s       | 1             | Gold   |
| Yannick Agnel | 100 m Freistil             | 48,93 s      | 12      | 48,23 s       | 7             | 47,84 s       | 4             | 4      |
| Fabien Gilot | 100 m Freistil             | 48,95 s      | 14      | 48,49 s       | 11            | ausgeschieden | ausgeschieden | 11     |
| Yannick Agnel | 200 m Freistil             | 1:46,60 min  | 3       | 1:45,84 min   | 2             | 1:43,14 min   | 1             | Gold   |
| Grégory Mallet | 200 m Freistil             | 1:47,39 min  | 13      | 1:47,56 min   | 14            | ausgeschieden | ausgeschieden | 14     |
| Damien Joly | 1500 m Freistil            | 15:08,50 min | 14      | –             | –             | ausgeschieden | ausgeschieden | 14     |
| Anthony Pannier | 1500 m Freistil            | 15:24,08 min | 20      | –             | –             | ausgeschieden | ausgeschieden | 20     |
| Clément Lefert | 100 m Schmetterling        | 53,22 s      | 29      | ausgeschieden | ausgeschieden | ausgeschieden | ausgeschieden | 29     |
| Giacomo Perez-Dortona                                                                                              | 100 m Brust                | 1:00,59 min  | 17      | ausgeschieden | ausgeschieden | ausgeschieden | ausgeschieden | 17     |
| Camille Lacourt | 100 m Rücken               | 53,51 s      | 4       | 53,03 s       | 2             | 53,08 s       | 4             | 4      |
| Benjamin Stasiulis                                                                                                 | 100 m Rücken               | 55,36 s      | 31      | ausgeschieden | ausgeschieden | ausgeschieden | ausgeschieden | 31     |
| Benjamin Stasiulis                                                                                                 | 200 m Rücken               | 1:59,52 min  | 24      | ausgeschieden | ausgeschieden | ausgeschieden | ausgeschieden | 24     |
| Yannick Agnel Alain Bernard Fabien Gilot Clément Lefert Amaury Leveaux Grégory Mallet William Meynard              | 4 × 100-m-Freistil-Staffel | 3:13,38 min  | 4       | –             | –             | 3:09,93 min   | 1             | Gold   |
| Yannick Agnel Lorys Bourelly Clément Lefert Amaury Leveaux Grégory Mallet Jérémy Stravius                          | 4 × 200-m-Freistil-Staffel | 7:09,18 min  | 2       | –             | –             | 7:02,77 min   | 2             | Silber |
| Yannick Agnel Hugues Duboscq Camille Lacourt Clément Lefert Giacomo Perez-Dortona Romain Sassot Benjamin Stasiulis | 4 × 100-m-Lagen-Staffel    | 3:34,60 min  | 10      | –             | –             | ausgeschieden | ausgeschieden | 10     |
| Julien Sauvage | 10 km Freiwasser           | –            | –       | –             | –             | 1:50:42,8 h   | 11            | 11     |

### Segeln
Fleet Race
| Athleten                           | Wettbewerb      | Qualifikation | Qualifikation | Medal Race    | Medal Race    | Punkte        | Rang   |
| Athleten                           | Wettbewerb      | Punkte        | Rang          | Punkte        | Rang          | Punkte        | Rang   |
| ---------------------------------- | --------------- | ------------- | ------------- | ------------- | ------------- | ------------- | ------ |
| Frauen                             |                 |               |               |               |               |               |        |
| Charline Picon                     | Windsurfen RS:X | 75            | 8             | 14            | 8             | 89            | 8      |
| Sarah Steyaert                     | Laser Radial    | 143           | 16            | ausgeschieden | ausgeschieden | ausgeschieden | 16     |
| Camille Lecointre Mathilde Géron   | 470er           | 55            | 10            | 10            | 9             | 65            | 9      |
| Männer                             |                 |               |               |               |               |               |        |
| Julien Bontemps                    | Windsurfen RS:X | 66            | 6             | 4             | 5             | 70            | 5      |
| Jean-Baptiste Bernaz               | Laser           | 109           | 10            | 10            | 10            | 119           | 10     |
| Pierre Leboucher Vincent Garos     | 470er           | 74            | 6             | 16            | 7             | 90            | 7      |
| Jonathan Lobert                    | Finn Dinghy     | 47            | 4             | 2             | 3             | 49            | Bronze |
| Stéphane Christidis Emmanuel Dyen  | 49er            | 115           | 6             | 12            | 6             | 127           | 6      |
| Xavier Rohart Pierre-Alexis Ponsot | Starboot        | 78            | 10            | 8             | 9             | 86            | 9      |

Match Race
| Athletinnen                             | Wettbewerb  | Round Robin | Round Robin | Viertelfinale | Viertelfinale | Halbfinale    | Halbfinale    | Finale        | Finale        | Rang |
| Athletinnen                             | Wettbewerb  | Bilanz      | Rang        | Gegner        | Ergebnis      | Gegner        | Ergebnis      | Gegner        | Ergebnis      | Rang |
| --------------------------------------- | ----------- | ----------- | ----------- | ------------- | ------------- | ------------- | ------------- | ------------- | ------------- | ---- |
| Frauen                                  |             |             |             |               |               |               |               |               |               |      |
| Claire Leroy Elodie Bertrand Marie Riou | Elliott 6 m | 6:5         | 6           | Spanien       | 0:3           | ausgeschieden | ausgeschieden | ausgeschieden | ausgeschieden | 6    |

### Synchronschwimmen
| Athletinnen                   | Wettbewerb | Qualifikation     | Qualifikation     | Qualifikation  | Qualifikation  | Qualifikation | Qualifikation | Finale         | Finale         | Finale           | Finale           |
| Athletinnen                   | Wettbewerb | Technische Kür TK | Technische Kür TK | Freie Kür FK-Q | Freie Kür FK-Q | Gesamt        | Gesamt        | Freie Kür FK-F | Freie Kür FK-F | Gesamt TK + FK-F | Gesamt TK + FK-F |
| Athletinnen                   | Wettbewerb | Punkte            | Rang              | Punkte         | Rang           | Punkte        | Rang          | Punkte         | Rang           | Punkte           | Rang             |
| ----------------------------- | ---------- | ----------------- | ----------------- | -------------- | -------------- | ------------- | ------------- | -------------- | -------------- | ---------------- | ---------------- |
| Frauen                        |            |                   |                   |                |                |               |               |                |                |                  |                  |
| Sara Labrousse Chloé Willhelm | Duett      | 87,700            | 11                | 88,340         | 10             | 176,040       | 11            | 88,560         | 10             | 176,260          | 10               |

### Taekwondo
| Athleten             | Wettbewerb        | Achtelfinale     | Achtelfinale | Viertelfinale | Viertelfinale | Halbfinale        | Halbfinale | Hoffnungsrunde Halbfinale | Hoffnungsrunde Halbfinale | Hoffnungsrunde Finale | Hoffnungsrunde Finale | Finale        | Finale        | Rang   |
| Athleten             | Wettbewerb        | Gegner           | Ergebnis     | Gegner        | Ergebnis      | Gegner            | Ergebnis   | Gegner                    | Ergebnis                  | Gegner                | Ergebnis              | Gegner        | Ergebnis      | Rang   |
| -------------------- | ----------------- | ---------------- | ------------ | ------------- | ------------- | ----------------- | ---------- | ------------------------- | ------------------------- | --------------------- | --------------------- | ------------- | ------------- | ------ |
| Frauen               |                   |                  |              |               |               |                   |            |                           |                           |                       |                       |               |               |        |
| Marlène Harnois      | Klasse bis 57 kg  | Yeny Contreras   | 14:3         | Hedaya Malak  | 8:6           | Hou Yuzhuo        | 3:8        | –                         | –                         | Mayu Hamada           | 12:8                  | ausgeschieden | ausgeschieden | Bronze |
| Anne-Caroline Graffe | Klasse über 67 kg | Natalya Mamatova | 17:9         | Lee In-jong   | 7:4           | Glenhis Hernández | 6:4        | –                         | –                         | –                     | –                     | Milica Mandić | 7:9           | Silber |

### Tennis
| Athleten                          | Wettbewerb | 1. Runde                         | 1. Runde      | 2. Runde           | 2. Runde        | Achtelfinale                  | Achtelfinale  | Viertelfinale                   | Viertelfinale | Halbfinale                   | Halbfinale      | Finale                       | Finale        |
| Athleten                          | Wettbewerb | Gegner                           | Ergebnis      | Gegner             | Ergebnis        | Gegner                        | Ergebnis      | Gegner                          | Ergebnis      | Gegner                       | Ergebnis        | Gegner                       | Ergebnis      |
| --------------------------------- | ---------- | -------------------------------- | ------------- | ------------------ | --------------- | ----------------------------- | ------------- | ------------------------------- | ------------- | ---------------------------- | --------------- | ---------------------------- | ------------- |
| Frauen                            |            |                                  |               |                    |                 |                               |               |                                 |               |                              |                 |                              |               |
| Alizé Cornet                      | Einzel     | Tamira Paszek                    | 7:6, 6:4      | Daniela Hantuchová | 3:6, 0:6        | ausgeschieden                 | ausgeschieden | ausgeschieden                   | ausgeschieden | ausgeschieden                | ausgeschieden   | ausgeschieden                | ausgeschieden |
| Alizé Cornet Kristina Mladenovic  | Doppel     | Peng Shuai Zheng Jie             | 1:6, 7:6, 3:6 | –                  | –               | ausgeschieden                 | ausgeschieden | ausgeschieden                   | ausgeschieden | ausgeschieden                | ausgeschieden   | ausgeschieden                | ausgeschieden |
| Männer                            |            |                                  |               |                    |                 |                               |               |                                 |               |                              |                 |                              |               |
| Jo-Wilfried Tsonga                | Einzel     | Thomaz Bellucci                  | 6:7, 6:4, 6:4 | Milos Raonic       | 6:3, 3:6, 25:23 | Feliciano López               | 7:6, 6:4      | Novak Đoković                   | 1:6, 5:7      | ausgeschieden                | ausgeschieden   | ausgeschieden                | ausgeschieden |
| Gilles Simon                      | Einzel     | Michail Kukuschkin               | 6:4, 6:2      | Grigor Dimitrow    | 6:3, 6:3        | Juan Martín del Potro         | 1:6, 6:4, 3:6 | ausgeschieden                   | ausgeschieden | ausgeschieden                | ausgeschieden   | ausgeschieden                | ausgeschieden |
| Julien Benneteau                  | Einzel     | Michail Juschny                  | 7:5, 6:3      | Roger Federer      | 2:6, 2:6        | ausgeschieden                 | ausgeschieden | ausgeschieden                   | ausgeschieden | ausgeschieden                | ausgeschieden   | ausgeschieden                | ausgeschieden |
| Richard Gasquet                   | Einzel     | Robin Haase                      | 6:3, 6:3      | Marcos Baghdatis   | 4:6, 4:6        | ausgeschieden                 | ausgeschieden | ausgeschieden                   | ausgeschieden | ausgeschieden                | ausgeschieden   | ausgeschieden                | ausgeschieden |
| Jo-Wilfried Tsonga Michaël Llodra | Doppel     | David Nalbandian Eduardo Schwank | 6:3, 7:5      | –                  | –               | Leander Paes Vishnu Vardhan   | 7:6, 4:6, 6:3 | Marcelo Melo Bruno Soares       | 6:4, 6:2      | David Ferrer Feliciano López | 6:3, 4:6, 18:16 | Mike Bryan Bob Bryan         | 4:6, 6:7      |
| Richard Gasquet Julien Benneteau  | Doppel     | Colin Fleming Ross Hutchins      | 7:5, 6:3      | –                  | –               | Mahesh Bhupathi Rohan Bopanna | 6:3, 6:4      | Janko Tipsarević Nenad Zimonjić | 6:4, 7:6      | Mike Bryan Bob Bryan         | 4:6, 4:6        | David Ferrer Feliciano López | 7:6, 6:2      |

### Tischtennis
| Athleten        | Wettbewerb | 1. Runde      | 1. Runde | 2. Runde      | 2. Runde | 3. Runde     | 3. Runde | 4. Runde      | 4. Runde      | Viertelfinale | Viertelfinale | Halbfinale    | Halbfinale    | Finale        | Finale   |
| Athleten        | Wettbewerb | Gegner        | Ergebnis | Gegner        | Ergebnis | Gegner       | Ergebnis | Gegner        | Ergebnis      | Gegner        | Ergebnis      | Gegner        | Ergebnis      | Gegner        | Ergebnis |
| --------------- | ---------- | ------------- | -------- | ------------- | -------- | ------------ | -------- | ------------- | ------------- | ------------- | ------------- | ------------- | ------------- | ------------- | -------- |
| Frauen          |            |               |          |               |          |              |          |               |               |               |               |               |               |               |          |
| Li Xue          | Einzel     | Freilos       | Freilos  | Jian Fang Lay | 4:3      | Shen Yanfei  | 0:4      | ausgeschieden | ausgeschieden | ausgeschieden | ausgeschieden | ausgeschieden | ausgeschieden | ausgeschieden | 17       |
| Xian Yi Fang    | Einzel     | Sarah Hanffou | 4:1      | Ri Myong-sun  | 4:2      | Wang Yuegu   | 0:4      | ausgeschieden | ausgeschieden | ausgeschieden | ausgeschieden | ausgeschieden | ausgeschieden | ausgeschieden | 17       |
| Männer          |            |               |          |               |          |              |          |               |               |               |               |               |               |               |          |
| Adrien Mattenet | Einzel     | Freilos       | Freilos  | Freilos       | Freilos  | Chen Weixing | 0:4      | ausgeschieden | ausgeschieden | ausgeschieden | ausgeschieden | ausgeschieden | ausgeschieden | ausgeschieden | 17       |

### Trampolinturnen
| Athleten        | Wettbewerb | Qualifikation | Qualifikation | Finale | Finale | Rang |
| Athleten        | Wettbewerb | Punkte        | Rang          | Punkte | Rang   | Rang |
| --------------- | ---------- | ------------- | ------------- | ------ | ------ | ---- |
| Männer          |            |               |               |        |        |      |
| Grégoire Pennes | Einzel     | 107,539       | 7             | 58,805 | 7      | 7    |

### Triathlon
| Athleten         | Wettbewerb | Zeit      | Rang |
| ---------------- | ---------- | --------- | ---- |
| Frauen           |            |           |      |
| Emmie Charayron  | Einzel     | 2:02:26 h | 18   |
| Jessica Harrison | Einzel     | 2:01:22 h | 9    |
| Carole Péon      | Einzel     | 2:03:58 h | 29   |
| Männer           |            |           |      |
| David Hauss      | Einzel     | 1:47:14 h | 4    |
| Vincent Luis     | Einzel     | 1:48:18 h | 11   |
| Laurent Vidal    | Einzel     | 1:47:21 h | 5    |

### Turnen
| Athleten                                                                     | Wettbewerb           | Qualifikation | Qualifikation | Finale        | Finale        | Rang   |
| Athleten                                                                     | Wettbewerb           | Punkte        | Rang          | Punkte        | Rang          | Rang   |
| ---------------------------------------------------------------------------- | -------------------- | ------------- | ------------- | ------------- | ------------- | ------ |
| Frauen                                                                       |                      |               |               |               |               |        |
| Mira Boumejmajen                                                             | Stufenbarren         | 13,300        | 43            | ausgeschieden | ausgeschieden | 43     |
| Mira Boumejmajen                                                             | Schwebebalken        | 12,966        | 49            | ausgeschieden | ausgeschieden | 49     |
| Mira Boumejmajen                                                             | Boden                | 12,933        | 60            | ausgeschieden | ausgeschieden | 60     |
| Youna Dufournet                                                              | Schwebebalken        | 14,200        | 21            | ausgeschieden | ausgeschieden | 21     |
| Anne Kuhm                                                                    | Stufenbarren         | 13,533        | 38            | ausgeschieden | ausgeschieden | 38     |
| Anne Kuhm                                                                    | Schwebebalken        | 12,566        | 55            | ausgeschieden | ausgeschieden | 55     |
| Anne Kuhm                                                                    | Boden                | 13,533        | 39            | ausgeschieden | ausgeschieden | 39     |
| Anne Kuhm                                                                    | Einzelmehrkampf      | 54,098        | 29            | ausgeschieden | ausgeschieden | 29     |
| Aurélie Malaussena                                                           | Stufenbarren         | 13,300        | 44            | ausgeschieden | ausgeschieden | 44     |
| Aurélie Malaussena                                                           | Schwebebalken        | 13,700        | 32            | ausgeschieden | ausgeschieden | 32     |
| Aurélie Malaussena                                                           | Boden                | 13,366        | 44            | ausgeschieden | ausgeschieden | 44     |
| Aurélie Malaussena                                                           | Einzelmehrkampf      | 54,399        | 25            | 50,166        | 23            | 23     |
| Sophia Serseri                                                               | Boden                | 12,933        | 61            | ausgeschieden | ausgeschieden | 61     |
| Mira Boumejmajen Youna Dufournet Anne Kuhm Aurélie Malaussena Sophia Serseri | Mannschaftsmehrkampf | 164,796       | 11            | ausgeschieden | ausgeschieden | 11     |
| Männer                                                                       |                      |               |               |               |               |        |
| Pierre-Yves Bény                                                             | Boden                | 14,433        | 29            | ausgeschieden | ausgeschieden | 29     |
| Pierre-Yves Bény                                                             | Pauschenpferd        | 13,566        | 41            | ausgeschieden | ausgeschieden | 41     |
| Pierre-Yves Bény                                                             | Ringe                | 13,266        | 45            | ausgeschieden | ausgeschieden | 45     |
| Pierre-Yves Bény                                                             | Reck                 | 14,966        | 17            | ausgeschieden | ausgeschieden | 17     |
| Yann Cucherat                                                                | Barren               | 14,900        | 24            | ausgeschieden | ausgeschieden | 24     |
| Yann Cucherat                                                                | Reck                 | 14,366        | 31            | ausgeschieden | ausgeschieden | 31     |
| Gaël da Silva                                                                | Boden                | 15,400        | 10            | ausgeschieden | ausgeschieden | 10     |
| Gaël da Silva                                                                | Ringe                | 14,366        | 44            | ausgeschieden | ausgeschieden | 44     |
| Hamilton Sabot                                                               | Ringe                | 14,533        | 36            | ausgeschieden | ausgeschieden | 36     |
| Hamilton Sabot                                                               | Barren               | 15,366        | 9             | 15,566        | 3             | Bronze |
| Hamilton Sabot                                                               | Reck                 | 14,966        | 20            | ausgeschieden | ausgeschieden | 20     |
| Cyril Tommasone                                                              | Boden                | 14,500        | 37            | ausgeschieden | ausgeschieden | 37     |
| Cyril Tommasone                                                              | Pauschenpferd        | 15,333        | 2             | 15,141        | 5             | 5      |
| Cyril Tommasone                                                              | Ringe                | 14,166        | 46            | ausgeschieden | ausgeschieden | 46     |
| Cyril Tommasone                                                              | Barren               | 15,100        | 20            | ausgeschieden | ausgeschieden | 20     |
| Cyril Tommasone                                                              | Reck                 | 14,133        | 37            | ausgeschieden | ausgeschieden | 37     |
| Cyril Tommasone                                                              | Einzelmehrkampf      | 88,698        | 14            | 87,657        | 16            | 16     |
| Yann Cucherat Gaël da Silva Pierre-Yves Bény Hamilton Sabot Cyril Tommasone  | Mannschaftsmehrkampf | 265,759       | 8             | 265,441       | 8             | 8      |

### Wasserspringen
| Athleten         | Wettbewerb        | Vorkampf | Vorkampf | Halbfinale    | Halbfinale    | Finale        | Finale        | Rang |
| Athleten         | Wettbewerb        | Punkte   | Rang     | Punkte        | Rang          | Punkte        | Rang          | Rang |
| ---------------- | ----------------- | -------- | -------- | ------------- | ------------- | ------------- | ------------- | ---- |
| Frauen           |                   |          |          |               |               |               |               |      |
| Marion Farissier | Kunstspringen 3 m | 248,70   | 27       | ausgeschieden | ausgeschieden | ausgeschieden | ausgeschieden | 27   |
| Fanny Bouvet     | Kunstspringen 3 m | 257,10   | 26       | ausgeschieden | ausgeschieden | ausgeschieden | ausgeschieden | 26   |
| Audrey Labeau    | Turmspringen 10 m | 261,05   | 24       | ausgeschieden | ausgeschieden | ausgeschieden | ausgeschieden | 24   |
| Männer           |                   |          |          |               |               |               |               |      |
| Matthieu Rosset  | Kunstspringen 3 m | 445,15   | 13       | 422,50        | 15            | ausgeschieden | ausgeschieden | 15   |
| Damien Cély      | Kunstspringen 3 m | 413,30   | 22       | ausgeschieden | ausgeschieden | ausgeschieden | ausgeschieden | 22   |